# Bagoń
Bagoń – dawna kolonia na Białorusi, w obwodzie grodzieńskim, w rejonie świsłocki, w sielsowiecie Świsłocz. Leżała około 1 km od wsi Montowty.
Dawny kolonia. W dwudziestoleciu międzywojennym miejscowość leżała w Polsce, w województwie białostockim, w powiecie wołkowyskim, w gminie Mścibów. 16 października 1933 miejscowość utworzyła gromadę w gminie Mścibów. Po II wojnie światowej weszła w struktury ZSRR.
Obecnie po miejscowości nie pozostało nic.